# Eupoecila australasiae
Eupoecila australasiae là một loài bọ hung có màu đen-vàng thuộc họ Bọ hung bản địa đông Úc. Nó được mô tả lần đầu bởi nhà tự nhiên học Ai Len-Anh Edward Donovan với danh pháp Cetonia australasiae trong tác phẩm năm 1805 của ông An Epitome of the Natural History of the Insects of New Holland, New Zealand, New Guinea, Otaheite, and other Islands in the Indian, Southern, and Pacific Oceans. Nó đã được phân loại lại và trở thành loài điển hình của chi mới Eupoecila được thiết lập bởi nhà côn trùng học Đức Hermann Burmeister năm 1842. Chúng là loài bay mạnh mẽ và có thể bay không cần di chuyển elytra; chúng dành phần lớn thời gian để tìm kiếm mật hoa và dịch ngọt của cây.
Nó dài khoảng 15–20 milimét (0,6–0,8 in), thần có màu nâu tối và xanh và xanh vàng chanh đến vàng.
Nó được tìm thấy ở đông Australia, ở Queensland, New South Wales, Victoria, và đông nam Nam Úc, và sinh sống ở vùng đất thạch nam và rừng cây bạch đàn cũng như cac vườn và công viên ngoại ô.
Chúng đẻ trứng trong các khúc gỗ mục, hoặc trong đống đổ nát hoặc đất. Ấu trùng ăn gỗ mục cho đến khi trưởng thành và chuyển thành con nhộng có bằng cách làm cho một khoang giống như buồng kén trong gỗ. Bọ cánh cứng trưởng thành chui qua đất và xuất hiện vào đầu mùa hè, và ăn mật hoa. Các loài cây gồm Angophora woodsiana, Backhousia citriodora, và Melaleuca linariifolia.